# Panteão Nacional

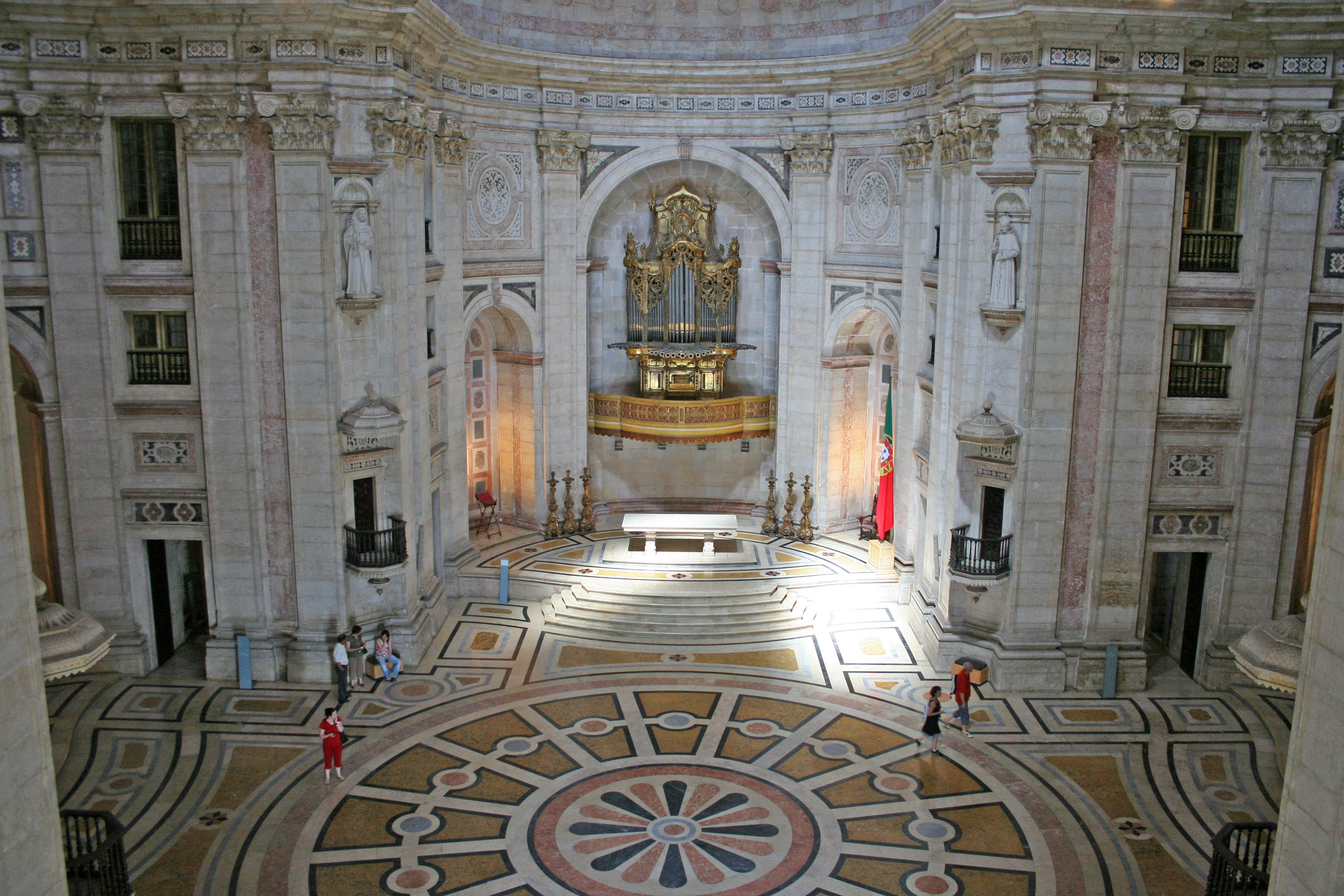
Altar da Igreja de Santa Engrácia (Panteão Nacional) e órgão de Joaquim Peres Fontanes

O Panteão Nacional, criado por Decreto de 26 de setembro de 1836, encontra-se instalado em Lisboa, na Igreja de Santa Engrácia, desde 1 de dezembro de 1966.
É ainda reconhecido o estatuto de Panteão Nacional, sem prejuízo da prática do culto religioso, ao  Mosteiro dos Jerónimos, em Lisboa, ao Mosteiro de Santa Maria da Vitória, na Batalha, e ao Mosteiro de Santa Cruz, em Coimbra.
Antes da conclusão das obras da Igreja de Santa Engrácia, de 1836 a 1966 o Panteão Nacional ficou instalado no Mosteiro dos Jerónimos, em Lisboa. 
Em 2022, registou 146.070 entradas, sendo um dos monumentos mais visitados do país.

## História

### Objetivo
O Panteão Nacional destina-se a homenagear e a perpetuar a memória dos cidadãos portugueses que se distinguiram por serviços prestados ao País, no exercício de altos cargos públicos, altos serviços militares, na expansão da cultura portuguesa, na criação literária, científica e artística ou na defesa dos valores da civilização, em prol da dignificação da pessoa humana e da causa da liberdade.
As honras do Panteão podem consistir na deposição, no Panteão Nacional, dos restos mortais dos cidadãos distinguidos ou na afixação, no Panteão Nacional, de lápide alusiva à sua vida e à sua obra.

### A ideia
A decisão de "panteonizar" ilustres figuras portuguesas não é recente. Em 1836, o então ministro Passos Manuel decreta a edificação de um Panteão Nacional mas sem local ainda escolhido. O objetivo na época seria dignificar os heróis que se sacrificaram na Revolução de 1820 e reerguer a memória coletiva para grandes homens entretanto caídos no esquecimento, como Luís de Camões. Para a memória coletiva dos portugueses, no entanto, o Mosteiro dos Jerónimos, o Mosteiro da Batalha ou mesmo São Vicente de Fora (com os sepultamentos de muitos dos Bragança e dos cardeais-patriarcas de Lisboa) permaneceram durante muito tempo como os verdadeiros panteões portugueses do que aquele que viria a ser definido oficialmente mais tarde.

## Igreja de Santa Engrácia (Lisboa)
A Igreja de Santa Engrácia localiza-se na atual freguesia de São Vicente (subdivisão de São Vicente de Fora), em Lisboa, Portugal. Ainda incompleto, passa a ter o estatuto de monumento nacional em 1910 e depois a função de Panteão Nacional com a Lei n.º 520, de 29 de abril de 1916.
Foi aberto ao público com esse estatuto depois de concluídas as suas obras a 1 de dezembro de 1966 com missa inaugural presidida pelo Cardeal Cerejeira e na presença do Presidente da República Américo Tomás e do Presidente do Conselho Oliveira Salazar.
Estilisticamente é considerado o primeiro monumento barroco no país, é coroado por um zimbório gigante (construção moderna segundo projeto de Luís Amoroso Lopes) e o seu interior está pavimentado com vários tipos de mármore colorido.

### História
O actual templo situa-se no local de uma igreja erguida em 1568, por determinação da Infanta D. Maria, filha de D. Manuel I, para receber o relicário da virgem mártir Engrácia de Saragoça e por ocasião da criação da freguesia de Santa Engrácia. Essa antiga igreja fora construída no local de um templo de meados do século XII mas foi severamente danificada por um temporal no ano de 1681. A primeira pedra do actual edifício é lançada no ano seguinte, em 1682. As obras perduraram tanto tempo que deram azo à expressão popular "obras de Santa Engrácia" para designar algo que nunca mais acaba. A igreja só foi concluída em 1966, 284 anos após o seu início, por determinação expressa do governo da época, após avanços e recuos na sua construção e até ter servido de armazém de armamento do Arsenal do Exército e de fábrica de sapatos nos séculos XIX e XX.

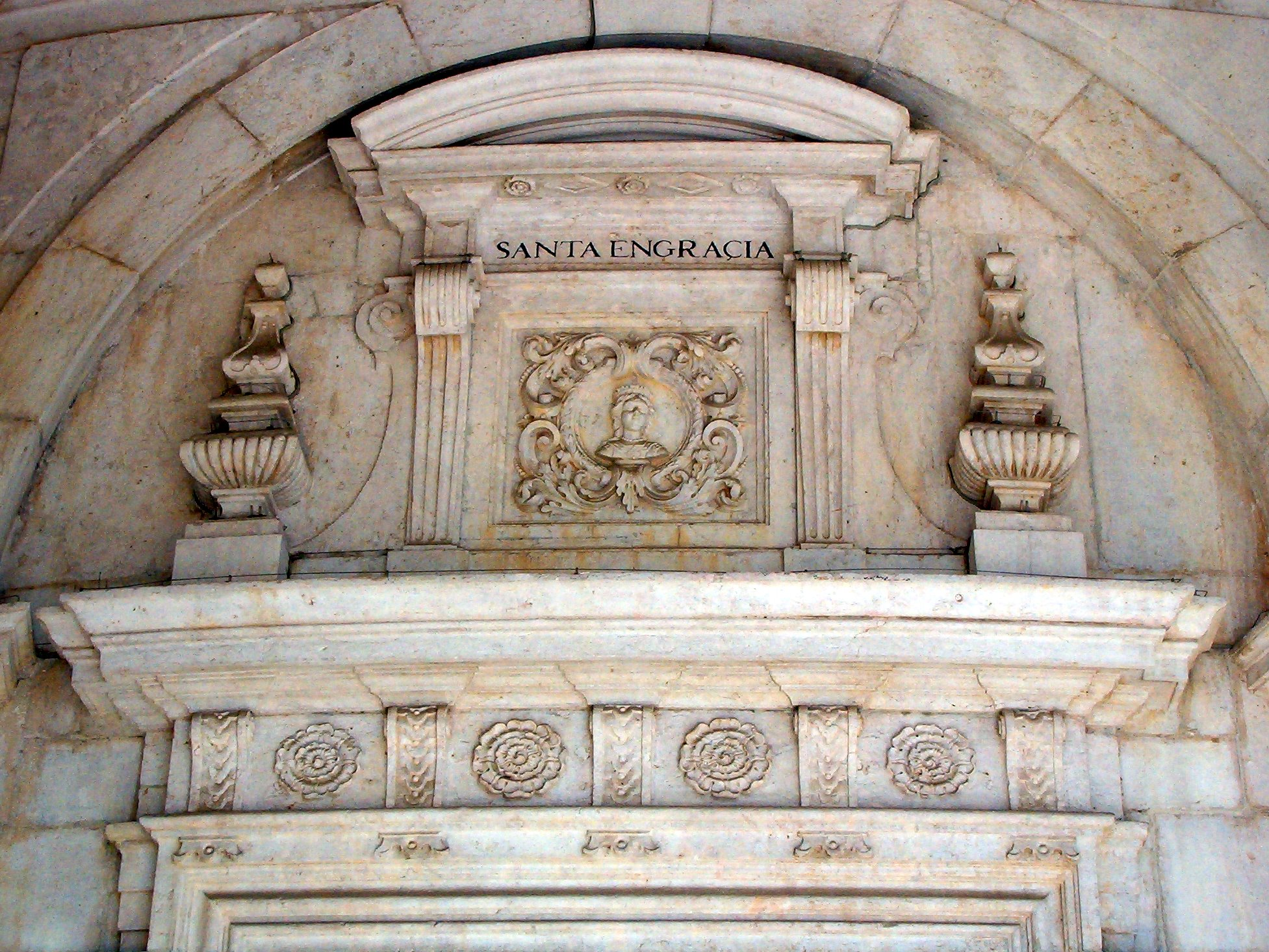
Portal de entrada da igreja com representação de Santa Engrácia

Aliada à dita expressão popular, também está ligada uma outra história. Nos registos da paróquia local, há referências ao 'Desacato de Santa Engrácia', ocorrido a 15 de janeiro de 1630, envolvendo o jovem Simão Pires Solis. Conta-se que era cristão-novo e foi acusado de roubar o relicário de Santa Engrácia. Simão fora denunciado ao Tribunal do Santo Ofício pelos vizinhos das redondezas, uma vez que era frequentemente visto à noite perto daquela zona. Não querendo revelar os verdadeiros motivos que o faziam estar tantas vezes à noite ali por perto, e apesar de se declarar inocente, fora condenado à fogueira no Campo de Santa Clara, a 31 de janeiro de 1631. Antes de morrer, e ao passar pela Igreja de Santa Engrácia, lança-lhe uma maldição, dizendo "É tão certo morrer inocente como as obras nunca mais acabarem!“. Só mais tarde é que o verdadeiro assaltante é identificado e percebido o motivo pelo qual Simão nada dissera de concreto em sua defesa: estava enamorado de uma jovem fidalga, Violante, freira no Convento de Santa Clara, próximo a Santa Engrácia, e tinham pretendido fugir juntos naquela noite uma vez que o seu relacionamento era proibido pelo pai da moça.

### Breve cronologia

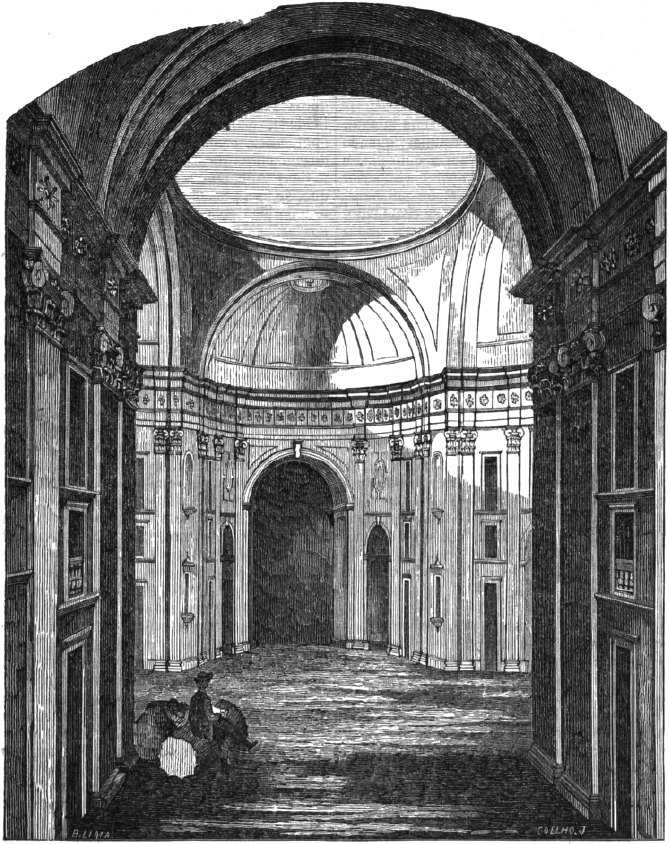
A igreja em 1863 ainda sem a sua célebre cúpula

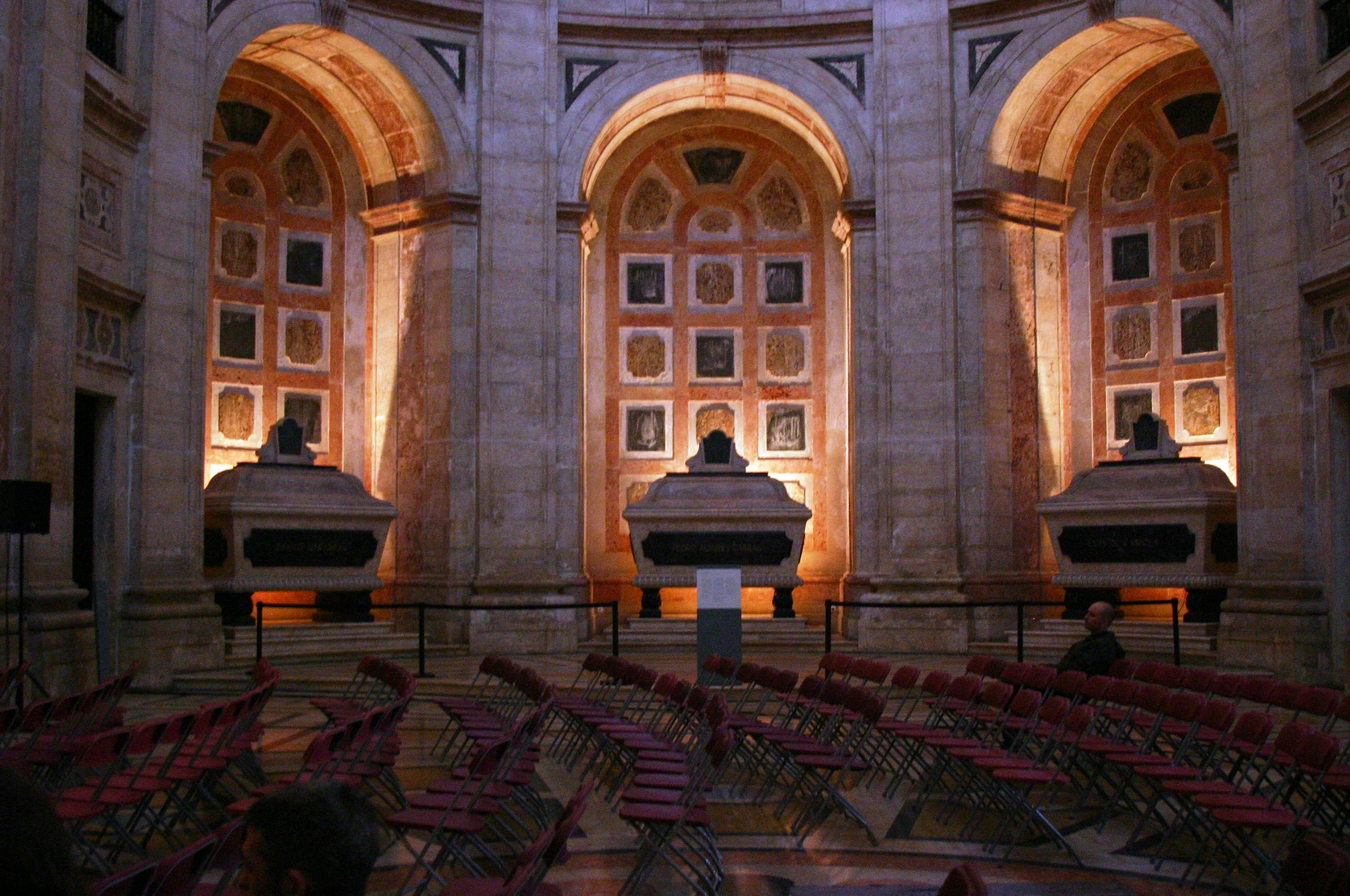
Cenotáfios do Infante Dom Henrique, Pedro Álvares Cabral e Luís Vaz de Camões

- 1568: A Infanta D. Maria manda erguer uma igreja dedicada a Santa Engrácia de Saragoça por ocasião da formação da freguesia lisboeta com o mesmo nome;
- 1630: Referência nos arquivos paroquiais do chamado 'desacato de Santa Engrácia', de 15 de janeiro, de onde provém a lenda de maldição do monumento;
- 1681: Um grande temporal deixa o monumento gravemente danificado;
- 1682: Início das obras de reconstrução;
- 1755: O terramoto do 1.º de novembro não causa grandes danos no edifício;
- 1836: Decreto de Passos Manuel de 26 de setembro, que visa a edificação de um Panteão Nacional mas não escolhe um local concreto;
- Finais do século XIX e inícios do século XX: Torna-se depósito de armamento do Arsenal do Exército e fábrica de sapatos;
- 1910: Atribuído o estatuto de monumento nacional;
- 1916: Atribuída a função de Panteão Nacional à ainda incompleta Igreja de Santa Engrácia, pela Lei n.º 520, de 29 de abril;[6]
- 1965: Criada uma comissão para definir o conceito e o programa do panteão;
- 1966: Finalizadas as obras de reconstrução. Missa inaugural celebrada pelo Cardeal Cerejeira. Trasladados solenemente os corpos de Almeida Garrett, Guerra Junqueiro, João de Deus, Óscar Carmona, Sidónio Pais e Teófilo Braga em cerimónia entre os dias 1 e 5 de dezembro do mesmo ano;
- 1990: Trasladação do corpo do Marechal Humberto Delgado a 5 de outubro;[9][10]
- 2000: Publicação da Lei n.º 28/2000, de 29 de novembro, que define e regula as honras do Panteão Nacional. São definidas as atuais honras de panteão: «homenagear e perpetuar a memória dos cidadãos que se distinguiram por serviços prestados ao país, no exercício de altos cargos públicos, altos serviços militares, na expansão da cultura portuguesa, na criação literária, científica e artística ou na defesa dos valores da civilização, em prol da dignificação da pessoa humana e da causa da liberdade.»;[11]
- 2001: Trasladação do corpo de Amália Rodrigues, a 8 de julho;
- 2003: Publicação da Lei n.º 35/2003, de 22 de agosto, que atribui o estatuto de panteão nacional à Igreja de Santa Cruz, em Coimbra;[12]
- 2004: Trasladação do corpo de Manuel de Arriaga, a 16 de setembro;
- 2007: Trasladação do corpo de Aquilino Ribeiro, a 19 de setembro;[13][14][15][16][17]
- 2014: Trasladação do corpo de Sophia de Mello Breyner a 2 de julho;[18][19]
- 2015: Trasladação do corpo de Eusébio da Silva Ferreira, a 3 de julho.[20][21]
- 2016: A deposição no panteão nacional dos restos mortais dos cidadãos distinguidos passa a só poder ocorrer 20 anos após a sua morte, enquanto a afixação de lápide alusiva à sua vida e à sua obra pode realizar-se cinco anos após a morte. É concedido o estatuto de Panteão Nacional ao Mosteiro dos Jerónimos, em Lisboa, e ao Mosteiro de Santa Maria da Vitória, na Batalha.[3]
- 2021: Afixação, a 19 de outubro, de uma lápide alusiva à vida e obra de Aristides de Sousa Mendes, nos termos da alteração, em 2016, à lei que regula a concessão de honras de panteão, mantendo-se os restos mortais do homenageado no cemitério de Cabanas de Viriato.[22]
- 2023: cerimónia de trasladação de Eça de Queiroz prevista para 27 de setembro, mas suspensa, devido a uma providência cautelar interposta por alguns descendentes de Eça de Queiroz junto do Supremo Tribunal Administrativo, que referiu que os descendentes que interpuseram a providência cautelar representam uma minoria dos descendentes de Eça de Queiroz e reconheceu tanto a inexistência de disposições de última vontade de Eça de Queiroz sobre o seu sepultamento como a legitimidade da Assembleia da República para tomar a decisão de conceder honras de panteão, tendo solicitado à Assembleia da República a emissão de resolução fundamentada sobre as honras de panteão. Em janeiro de 2024, o Supremo Tribunal Administrativo não concedeu provimento ao recurso apresentado por alguns descendentes de Eça de Queiroz, pelo que a trasladação dos restos mortais de Eça de Queiroz é possível. A cerimónia de trasladação dos restos mortais de Eça de Queiroz para o Panteão Nacional está marcada para 8 de janeiro de 2025.[23][24][25][26]

### Visitas

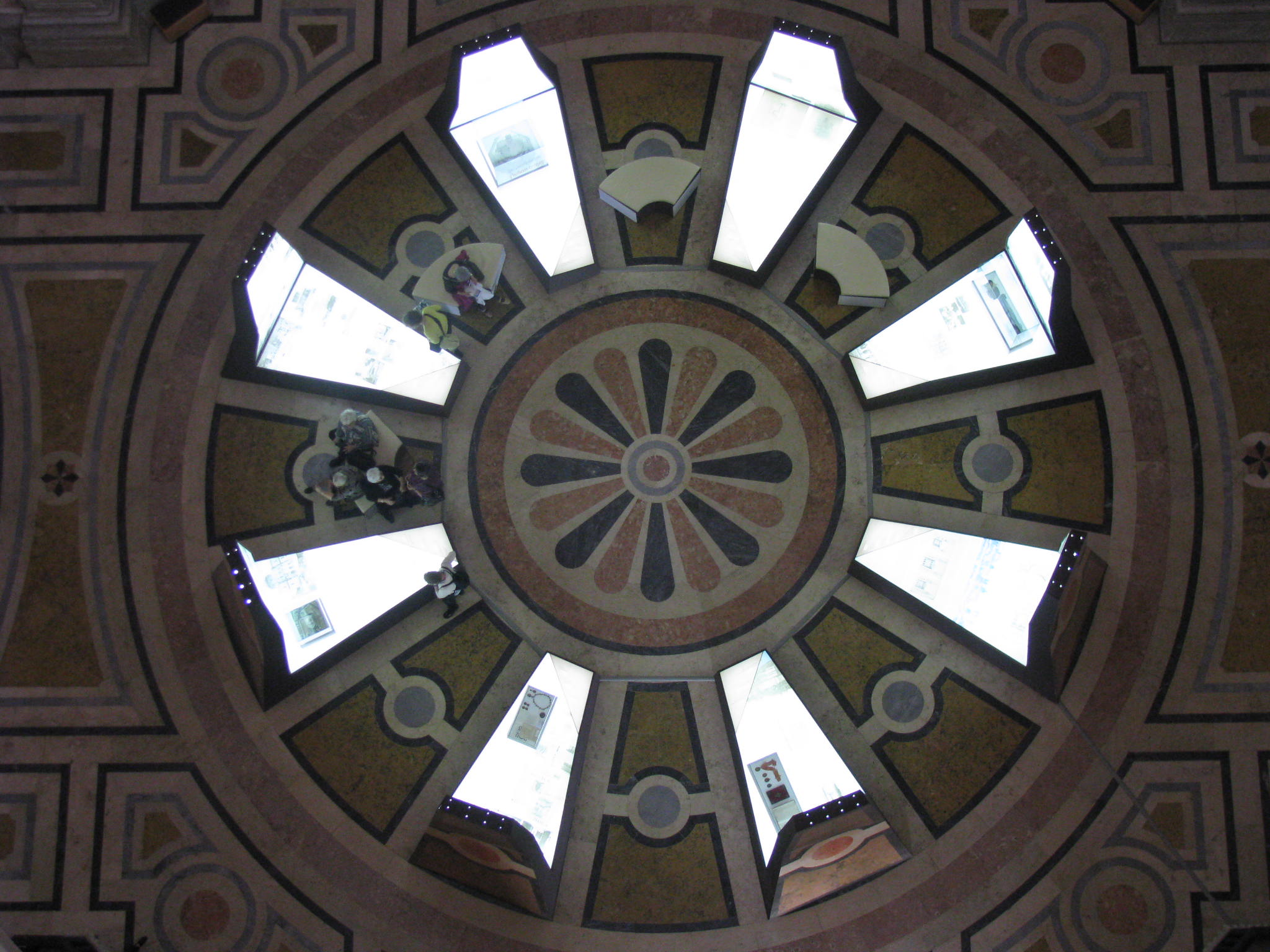
Exposição temporária alusiva ao centenário da República

Entre 2008 e 2014, o número de visitantes foi sempre acima dos 50 mil, tendo ultrapassado os 100.000 a partir de 2015:
- 2008 - 50.930 visitantes
- 2009 - 60.100
- 2010 - 55.384
- 2011 - 56.065
- 2012 - 65.068
- 2013 - 72.226[27]
- 2014 - 89.629[28]
- 2015 - 100.714(In: http://www.panteaonacional.gov.pt/2018/01/11/150-000-visitantes-em-2017-panteao-nacional-com-aumento-de-24-de-publico-em-relacao-a-2016/)
- 2016 - 120.731(idem)
- 2017 - 150.004 (ibidem)

## Honras de Panteão

### Cenotáfios
| Retrato | Personalidade                                                          | Vida                  | Actividade   | Túmulo                              | Cenotáfio |
| ------- | ---------------------------------------------------------------------- | --------------------- | ------------ | ----------------------------------- | --------- |
|         | D. Nuno Álvares Pereira, Santo Condestável 7.º Conde de Barcelos       | 1360–1431 († 71 anos) | militar      | Igreja do Santo Condestável, Lisboa |           |
|         | Infante D. Henrique, 1.º Duque de Viseu GMC                            | 1394–1460 († 66 anos) | descobridor  | Mosteiro da Batalha                 |           |
|         | D. Afonso de Albuquerque, 2.º Vice-Rei da Índia 1.º Duque de Goa ComSE | 1453–1515 († 62 anos) | conquistador | Igreja da Graça, Lisboa             |           |
|         | Pedro Álvares Cabral CavC                                              | 1467–1520 († 53 anos) | navegador    | Igreja da Graça, Santarém           |           |
|         | D. Vasco da Gama, 3.º Vice-Rei da Índia 1.º Conde da Vidigueira CavC   | 1469–1524 († 55 anos) | navegador    | Mosteiro dos Jerónimos, Lisboa      |           |
|         | Luís Vaz de Camões                                                     | 1524–1580 († 56 anos) | poeta        | Mosteiro dos Jerónimos, Lisboa      |           |

### Túmulos
| Retrato | Personalidade                                                                  | Vida                  | Actividade           | Honras de Panteão      | Túmulo |
| ------- | ------------------------------------------------------------------------------ | --------------------- | -------------------- | ---------------------- | ------ |
|         | João de Almeida Garrett, 1.º Visconde de Almeida Garrett CavTE • ComC • ComNSC | 1799–1854 († 55 anos) | escritor             | 7 de dezembro de 1966  |        |
|         | João de Deus GCSE                                                              | 1830–1896 († 65 anos) | poeta                | 7 de dezembro de 1966  |        |
|         | Sidónio Pais, 4.º Presidente da República GCTE                                 | 1872–1918 († 46 anos) | político             | 7 de dezembro de 1966  |        |
|         | Abílio Guerra Junqueiro GCSE                                                   | 1850–1923 († 72 anos) | poeta                | 7 de dezembro de 1966  |        |
|         | Teófilo Braga, 2.º Presidente da República                                     | 1843–1924 († 80 anos) | político escritor    | 7 de dezembro de 1966  |        |
|         | Marechal Óscar Carmona, 11.º Presidente da República GCTE • ComC • GCA • ComSE | 1869–1951 († 81 anos) | militar político     | 7 de dezembro de 1966  |        |
|         | Marechal Humberto Delgado ComC • GCA • ComSE • GCL • OIP                       | 1906–1965 († 58 anos) | militar              | 5 de outubro de 1990   |        |
|         | Amália Rodrigues GCSE • GCIH                                                   | 1920–1999 († 79 anos) | fadista              | 8 de julho de 2001     |        |
|         | Manuel de Arriaga, 1.º Presidente da República                                 | 1840–1917 († 76 anos) | político             | 16 de setembro de 2004 |        |
|         | Aquilino Ribeiro ComL                                                          | 1885–1963 († 77 anos) | escritor             | 19 de setembro de 2007 |        |
|         | Sophia de Mello Breyner Andresen GColSE • GCIH                                 | 1919–2004 († 84 anos) | poetisa              | 2 de julho de 2014     |        |
|         | Eusébio da Silva Ferreira GCIH • GCM                                           | 1942–2014 († 71 anos) | futebolista          | 3 de julho de 2015     |        |
|         | Eça de Queiroz                                                                 | 1845–1900 († 54 anos) | escritor e diplomata | 8 de janeiro de 2025   |        |

### Lápides
| Retrato | Personalidade                       | Vida                  | Atividade | Honras de Panteão     | Túmulo                          | Lápide |
| ------- | ----------------------------------- | --------------------- | --------- | --------------------- | ------------------------------- | ------ |
|         | Aristides de Sousa Mendes GCC • GCL | 1885–1954 († 68 anos) | diplomata | 19 de outubro de 2021 | Cemitério de Cabanas de Viriato |        |

## Honras de Panteão históricas
Originalmente pensado para o Mosteiro de São Vicente de Fora, onde se encontra o Panteão da Dinastia de Bragança e o Panteão dos Patriarcas de Lisboa, de 1836 até 1966 o Panteão Nacional ficou alojado no Mosteiro dos Jerónimos. Nestes dois mosteiros encontram-se túmulos de personalidades a quem o Parlamento concedeu Honras de Panteão.

### Túmulos no Mosteiro dos Jerónimos
| Retrato | Personalidade                                                        | Vida                  | Actividade           | Honras de Panteão   | Túmulo |
| ------- | -------------------------------------------------------------------- | --------------------- | -------------------- | ------------------- | ------ |
|         | Luís Vaz de Camões                                                   | 1524–1580 († 56 anos) | poeta                | 1880                |        |
|         | D. Vasco da Gama, 3.º Vice-Rei da Índia 1.º Conde da Vidigueira CavC | 1469–1524 († 55 anos) | navegador            | 1880                |        |
|         | Alexandre Herculano                                                  | 1810–1877 († 67 anos) | escritor historiador | 1888                |        |
|         | Fernando Pessoa                                                      | 1888–1935 († 47 anos) | poeta                | 13 de Junho de 1985 |        |

### Túmulos no Mosteiro de São Vicente de Fora
No século XIX o Parlamento concedeu Honras de Panteão a dois estadistas liberais, os Marechais Duque da Terceira e Duque de Saldanha, que por especial ordem régia foram trasladados para o Panteão Real da Dinastia de Bragança.
| Retrato | Personalidade                                                                                 | Vida                  | Actividade       | Honras de Panteão      | Túmulo |
| ------- | --------------------------------------------------------------------------------------------- | --------------------- | ---------------- | ---------------------- | ------ |
|         | António José de Sousa Manuel de Meneses, Marechal Duque da Terceira GCTE • GCNSC • ComC • GCA | 1792–1860 († 68 anos) | militar político | 11 de Agosto de 1863   |        |
|         | João Carlos de Saldanha Oliveira e Daun, Marechal Duque de Saldanha GCTE • GCNSC • GCC • GCSE | 1790–1876 († 86 anos) | militar político | 21 de Novembro de 1880 |        |

## Mosteiro dos Jerónimos (Lisboa)

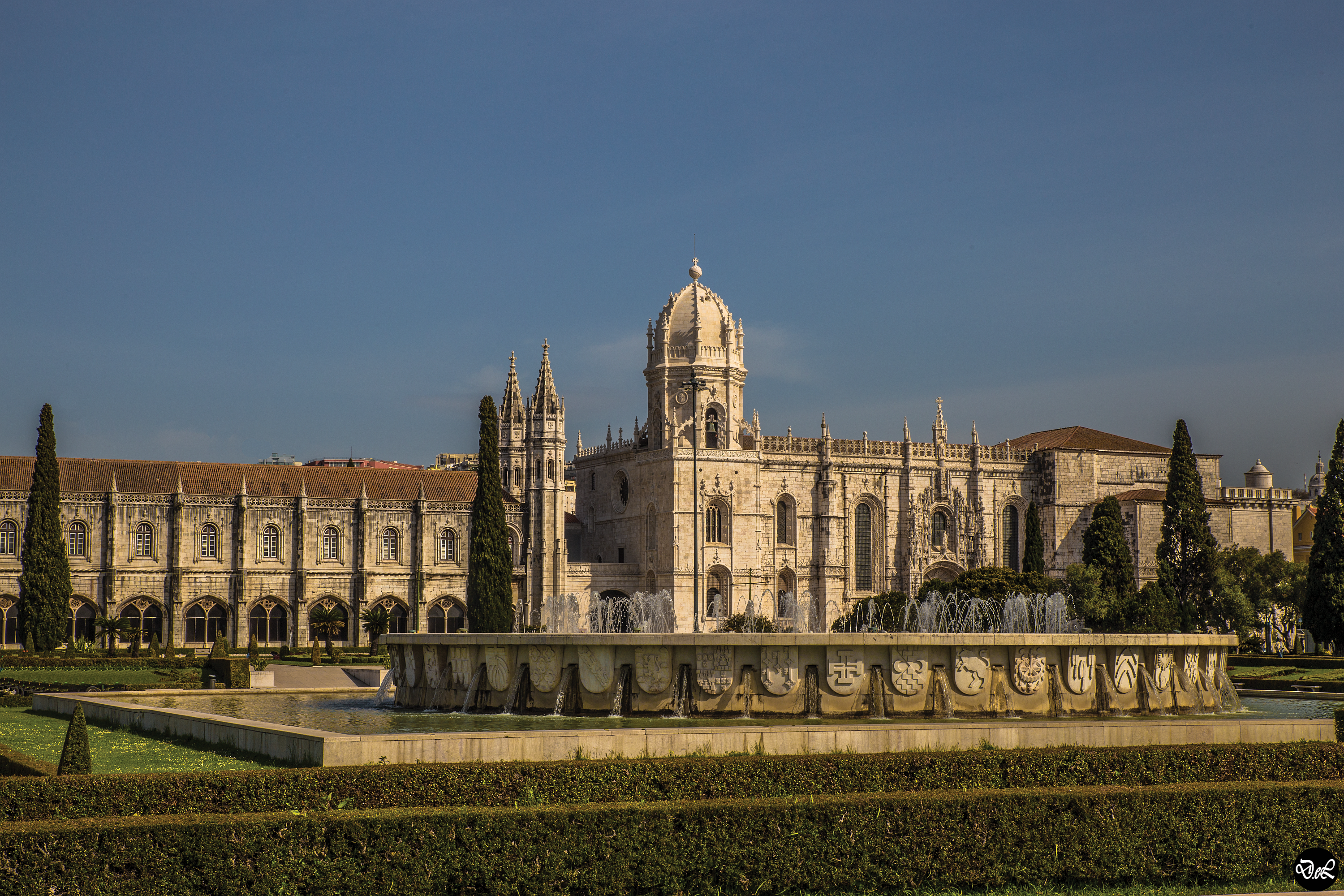
Mosteiro dos Jerónimos, em Lisboa

O Mosteiro dos Jerónimos foi fundado em 1495 pelo Rei D. Manuel I. Aí foi instalado o novo Panteão Real da Dinastia de Avis. Neste mosteiro foram sepultados os Reis, Príncipes e Infantes da Dinastia de Avis durante e após o reinado do fundador.
De 1836 a 1966 o Panteão Nacional ficou instalado no Mosteiro dos Jerónimos. Durante 130 anos aí foram concedidas as Honras de Panteão previstas aquando da criação do Panteão Nacional em 1836. Após a conclusão das obras da Igreja de Santa Engrácia, em 1966 ocorreu a trasladação solene para o Panteão Nacional de vários homenageados que anteriormente estavam sepultados no Mosteiro dos Jerónimos. Permaneceram contudo túmulos históricos de várias personalidades, algumas das quais foram homenageadas com cenotáfios no Panteão Nacional.
Em 2016 foi oficialmente reconhecido o estatuto de Panteão Nacional ao Mosteiro dos Jerónimos.

### Reis de Portugal
| Retrato | Soberano                                               | Vida                  | Reinado                                    | Casamentos                                                  | Túmulo |
| ------- | ------------------------------------------------------ | --------------------- | ------------------------------------------ | ----------------------------------------------------------- | ------ |
|         | D. Manuel I o Venturoso 14.º Rei de Portugal           | 1469–1521 († 52 anos) | 1495–1521 (26 anos)                        | D. Isabel de Aragão D. Maria de Aragão D. Leonor de Áustria |        |
|         | D. João III o Piedoso 15.º Rei de Portugal             | 1502–1557 († 55 anos) | 1521–1557 (36 anos)                        | D. Catarina de Áustria                                      |        |
|         | D. Sebastião I o Desejado 16.º Rei de Portugal         | 1554–1578 († 24 anos) | 1557–1578 (21 anos) sob Regência 1557–1568 | solteiro                                                    |        |
|         | Cardeal-Rei D. Henrique I o Casto 17.º Rei de Portugal | 1512–1580 († 68 anos) | 1578–1580 (1 ano) Regente 1562–1568        | clérigo                                                     |        |

### Rainhas
| Retrato | Rainha                                                             | Vida                  | Titulatura                            | Casamentos  | Túmulo |
| ------- | ------------------------------------------------------------------ | --------------------- | ------------------------------------- | ----------- | ------ |
|         | D. Maria de Aragão, Rainha de Portugal Infanta de Aragão e Castela | 1469–1521 († 52 anos) | 1495–1521 (17 anos)                   | D. Manuel I |        |
|         | D. Catarina de Áustria, Rainha de Portugal Arquiduquesa de Áustria | 1507–1578 († 52 anos) | 1525–1557 (32 anos) Regente 1557–1562 | D. João III |        |

### Patriarcas de Lisboa
| Retrato | Patriarcas de Lisboa             | Vida                  | Episcopado          | Túmulo |
| ------- | -------------------------------- | --------------------- | ------------------- | ------ |
|         | D. Francisco de Saldanha da Gama | 1723–1776 († 53 anos) | 1759–1776 (17 anos) |        |
|         | D. Fernando de Sousa e Silva     | 1712–1786 († 73 anos) | 1779–1786 (8 anos)  |        |

## Mosteiro de Santa Cruz (Coimbra)

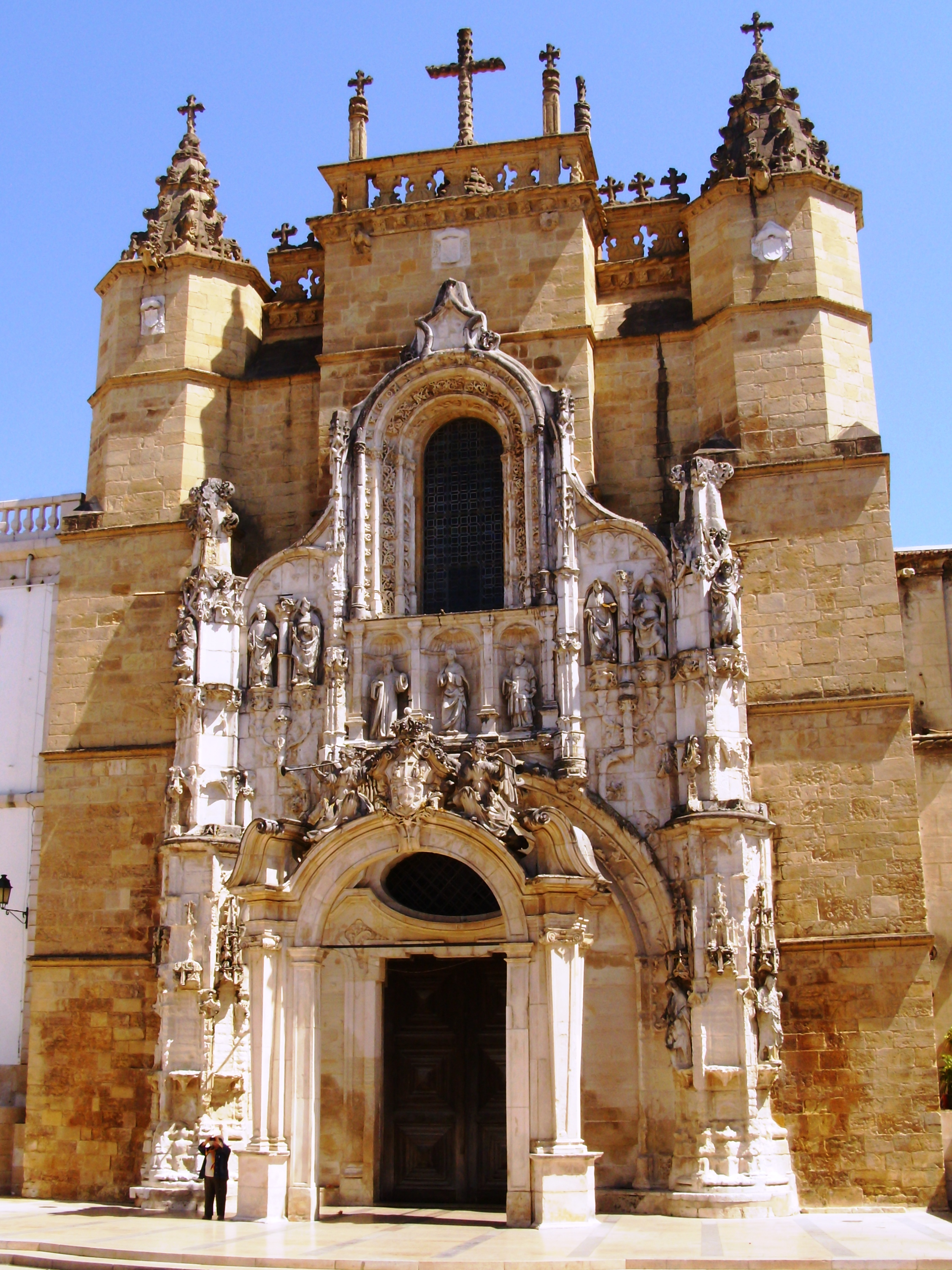
Mosteiro de Santa Cruz, em Coimbra

O Mosteiro de Santa Cruz, em Coimbra, foi fundado em 1131 pelo Arcediago D. Telo, D. João Peculiar e S. Teotónio (primeiro Prior do Mosteiro e primeiro Santo de Portugal), com o patrocínio de D. Afonso Henriques, 1.º Rei de Portugal. Nele foi instalado o primeiro Panteão Real de Portugal. Aí se encontram os túmulos de D. Afonso Henriques e do seu filho e sucessor D. Sancho I, bem como das suas consortes, as Rainhas D. Mafalda de Sabóia e D. Dulce de Aragão.
Os actuais túmulos de D. Afonso Henriques e de D. Sancho I datam de 1515, quando por ordem de D. Manuel I de Portugal, durante a sua visita a Coimbra, os primitivos túmulos medievais foram substituídos por túmulos ricamente decorados em estilo manuelino.
O reconhecimento da dignidade de Panteão Nacional ao Mosteiro de Santa Cruz, aprovado em 2003, destina-se à prestação de honras ao primeiro Rei de Portugal e seus sucessores aí sepultados.

### Reis de Portugal
| Retrato | Soberano                                               | Vida                  | Reinado             | Casamentos           | Túmulo |
| ------- | ------------------------------------------------------ | --------------------- | ------------------- | -------------------- | ------ |
|         | D. Afonso Henriques O Conquistador 1.º Rei de Portugal | 1106–1185 († 79 anos) | 1139–1185 (46 anos) | D. Mafalda de Sabóia |        |
|         | D. Sancho I O Povoador 2.º Rei de Portugal             | 1154–1211 († 56 anos) | 1185–1211 (25 anos) | D. Dulce de Aragão   |        |

### Rainhas
| Retrato | Consorte             | Vida                  | Titulatura | Casamentos          | Túmulo |
| ------- | -------------------- | --------------------- | ---------- | ------------------- | ------ |
|         | D. Mafalda de Sabóia | 1125–1157 († 32 anos) | 1146–1157  | D. Afonso Henriques |        |
|         | D. Dulce de Aragão   | 1160–1198 († 38 anos) | 1185–1198  | D. Sancho I         |        |

## Mosteiro de Santa Maria da Vitória (Batalha)

### Reis de Portugal
| Retrato | Soberano                                                        | Vida                  | Reinado             | Casamentos                               | Túmulo |
| ------- | --------------------------------------------------------------- | --------------------- | ------------------- | ---------------------------------------- | ------ |
|         | D. João I de Portugal O de Boa Memória 10.º Rei de Portugal     | 1357–1433 († 76 anos) | 1385–1433 (48 anos) | D. Filipa de Lencastre                   |        |
|         | D. Afonso V de Portugal O Africano 12.º Rei de Portugal         | 1432–1481 († 49 anos) | 1438–1481 (43 anos) | D. Isabel de Coimbra D. Joana de Castela |        |
|         | D. João II de Portugal O Príncipe Perfeito 13.º Rei de Portugal | 1455–1495 († 40 anos) | 1481–1495 (14 anos) | D. Leonor de Viseu                       |        |

### Rainhas
| Retrato | Consorte               | Vida                  | Titulatura | Casamentos              | Túmulo |
| ------- | ---------------------- | --------------------- | ---------- | ----------------------- | ------ |
|         | D. Filipa de Lencastre | 1360–1415 († 55 anos) | 1387–1415  | D. João I de Portugal   |        |
|         | D. Isabel de Coimbra   | 1432–1455 († 23 anos) | 1447–1455  | D. Afonso V de Portugal |        |